# ناماتاکولا
ناماتاکولا (به لاتین: Namatakula) یک منطقهٔ مسکونی در فیجی است که در ویتی لوو واقع شده‌است. ناماتاکولا ۲٬۵۲۲ نفر جمعیت دارد.